# Stallings
Stallings è un comune diviso tra la contea di Union e la contea di Mecklenburg in Carolina del Nord, Stati Uniti d'America.